# Сталактит
Сталактити (грч. Σταλακτιτης, stalaktites — капање) пећински су купасти провидни шиљци који висе са плафона (или зидова) пећине. Сталактити се састоје од калцијум-карбоната (CaCO3) и налазе се у пећинама које су изграђене од минералног кречњака.

## Како настају сталактити?
Калцијум-карбонат се лако раствара у води, а поготово уколико је она кисела, као што је случај са кишом. Наиме, док капи воде падају са облака ка Земљи, у њима се раствара мало угљен-диоксида из ваздуха. Молекули угљен-диоксида у води стварају веома слабу угљену киселину, тако да су капи кише увек благо киселе. 
Киша која пада на Земљу пролази кроз земљани слој, креће се кроз шупљине у стенама и отиче у подземне воде. Ове, подземне воде можемо да приметимо уколико ископамо бунар. Подземне воде ће се сливати ка области нижег притиска као што је бунар и ми ћемо моћи да пунимо кофе са водом из њега. Пошто је киша благо кисела, иста ова особина важи и за подземне воде, као и за све воде које теку кроз ваздух који увек садржи угљен-диоксид. Проласком поред кречњачких стена, ова вода у себи раствара малу количину калцијум-карбоната. 
Током више милиона година, ове подземне воде мало по мало могу растворити толико кречњака од стена поред којих теку да формирају шупљине које постепено почињу да образују велике пећине. У већ формираним пећинама, подземне воде које капљу са њеног врха, таложиће мало раствореног калцијум карбоната тако да мале наслаге почињу да се појављују.
Најдужи сталактит на свету је у пећини Грута Реи до Мато у Бразилу. Дугачак је 20 метара. Други познати сталактит налази се у пећини Каунти Клер у Ирској. 